# Josep Maria Miró i Coromina
Josep Maria Miró i Coromina (Prats de Lluçanès, Lluçanès, 1977) és un dramaturg i director teatral català.

## Biografia
Va llicenciar-se en periodisme a la Universitat Autònoma de Barcelona el 2000. El febrer de 2007 va ser professor d'historiografia a la UAB del postgrau "Independent Reporter - Welcome Sarajevo", organitzat per una agència de Fotoperiodisme, i l'any 2008 es va llicenciar en Direcció i Dramatúrgia a l'Institut del Teatre de Barcelona. Ha treballat amb l'equip de guionistes la televisió pública catalana TV3 a les sèries Zoo i Mar de fons, i també amb altres mitjans de comunicació a Catalunya, com ara Ràdio 4, COM Ràdio, Ràdio Sant Cugat, El 9 Nou o la Revista de la UNESCO a Catalunya. Ha fet d'ajudant de direcció de Xavier Albertí, de Toni Casares i de la coreògrafa Germana Civera, a més d'haver dirigit els seus propis textos o l'òpera La Voix humaine, juntament amb altres espectalces de creació.
Ha guanyat nombrosos premis com a autor i com a director de teatre, com ara el Premi Max de 2019, el del Crèdit Andorrà, l'accèssit del Marqués de Bradomín, l'Evarist Garcia, el Boira, el concurs de monòlegs de la Fundació Joan Lluís Vives i l'ex aequo als Premis Mallorca 2008. El 2013 va ser guardonat amb el premi Quim Masó per l'obra teatral Nerium Park. Pel text de l'obra, aquell mateix any 2013, també obtingué el Premi Ciutat de Manacor Jaume Vidal i Alcover de Teatre. Miró ha guanyat, a més, el Premi Born de Teatre en tres ocasions: el 2009 amb La dona que perdia tots els avions, el 2011 amb El principi d'Arquimedes (dramatúrgia que posteriorment es va portar a les pantalles de cinema), i el 2020 amb El cos més bonic que s'haurà trobat mai en aquest lloc.
És autor de les dramatúrgies de Els homes i els dies (2021), L’amic retrobat (2019), An aquell temps que ets animals parlaven (2019), L’aplec del remei (2016), Neus català, un cel de plom (2015), Esperança dinamita, de cuplets i cançons de revista (2014), Com si entrés en una pàtria (2010), Cocaïna, absenta, pastilles de valda i cafè amb llet (2009).
Algunes de les seves obres han estat traduïdes a altres idiomes, com El Principi d'Arquimedes, que compta amb un total de 18 traduccions a llengües com el rus, el polonès, l'èuscar, el croat, el búlgar, el castellà, el gallec, l'anglès, l'alemany, el grec, el turc, el portuguès, l'italià, el romanès o el francès, essent representada amb una vintena de produccions diferents i una quinzena de lectures dramatitzades.
El 2022 va rebre el Premi Rosalía de Castro que atorga el PEN Clube de Galicia.

## Obres teatrals
- Jo, travesti (2023), representada La Model en el marc del Festival Grec de Barcelona i a Fira Tàrrega 2023.[17]
- Restes del fulgor nocturn (2021).
- El cos més bonic que s'haurà trobat mai en aquest lloc (2020). Guanyador del Premi Born de Teatre.[18]
- La majordoma (2020).
- L'habitació blanca (2020).[19]
- Temps salvatge (2017-2018), representada a la Sala Gran del Teatre Nacional de Catalunya, XXII Premi Max.[14]
- Olvidémonos de ser turistas (2017), representada a la Sala Beckett.[14]
- Cúbit (2016).[20]
- La travessia (2015). Premi Frederic Roda – XLV Nit de les lletres catalanes.[14]
- Obac (2014). Finalista XL Premi Born.[21]
- Estripar la terra (2014), representada a La Seca Espai Brossa, Premi Autor exprés.[22]
- Fum (2012), representada a la Sala Petita del Teatre Nacional de Catalunya dins el cercle T6.[23]
- Nerium Park (2012), representada a la Sala Pina Bausch del Mercat de les Flors, al festival Grec de 2014, Premi Jaume Vidal i Alcover.[24]
- El Principi d'Arquimedes (2012). Produïda a la Sala Beckett i interpretada al festival Grec de 2012, XXXVI Premi Born.[15]
- Gang Bang (Obert fins a l'hora de l'Àngelus) (2010/2011). Projecte T6, autor resident al Teatre Nacional de Catalunya.[23]
- La dona que perdia tots els avions (2009). Teatre Nacional de Catalunya, XXXIV Premi Born.[25]